# Оливола
Олѝвола (на италиански: Olivola; на пиемонтски: Aulìvola, Ауливола) е село и община в Северна Италия, провинция Алесандрия, регион Пиемонт. Разположено е на 280 m надморска височина. Населението на общината е 124 души (към 2010 г.).